# Kastenberg (Erbschlö-Linde)
Kastenberg war eine Ortslage in der bergischen Großstadt Wuppertal am Blombach. Mit dem Bau der Bundesautobahn 1 ist der zwischen den Richtungsfahrbahnen gelegene Ort wüst gefallen, ein Regenrückhaltebecken wurde über Teile des Orts errichtet.

## Lage und Beschreibung
Die Ortslage lag im heutigen Wohnquartier Erbschlö-Linde des Stadtteils Ronsdorf auf 254 Meter über Normalnull im Talgrund des Blombachtals an der Mündung des Erbschlöer Bachs am Fuß des Kastenbergs. Benachbarte Ortslagen waren Erbschlö, Werbsiepen, Linde, Putschhaus, Blombach und der Kupferhammer.
Die Blombachtalbrücke überspannt bei Kastenberg das Tal.

## Geschichte
Der Hof Kastenberg wurde bereits 1353 urkundlich als ‚de Castenbergh‘ erwähnt und gehörte zur Scharpenacker Rotte in der Honschaft Erbschlö. Ab dem 19. Jahrhundert erfuhr der abgeschiedene Ort umfangreiche Veränderungen. Die Talstraße bei Kastenberg entlang des Blombachs Richtung Linde wurde durch eine Chaussee in Hanglage des Marscheider Bergs ersetzt, die heutige Landesstraße 58 (ehemals Bundesstraße 51). 
Ende des 19. Jahrhunderts wurde im Tal die Bahnstrecke Wuppertal-Oberbarmen–Opladen am Ort vorbei gebaut. Eines der vier Häuser des Ortes gehört der Deutschen Reichsbahn und diente als Wohnhaus der Bahnbediensteten der Blockstelle Kastenberg. Zu den weiteren Häusern gehörten das Tanzlokal Haus Schöntal, das einen Gondelteich besaß, und die Gaststätte Heuser.
An Kastenberg führte die Landstraße von Ronsdorf über Erbschlö zum Kupferhammer vorbei, die vor der Errichtung der Blombachtalbrücke 1959 den gesamten Verkehr in östliche Richtung aufnahm.
In den 1950er Jahren wurde die Bundesautobahn 1 durch das Blombachtal gebaut. Kastenberg lag zwischen den hier baulich getrennten Richtungsfahrbahnen. Das nun nicht mehr attraktiv gelegene Haus Schöntal wurde in den 1960er Jahren abgetragen und der Gondelteich verlandete. Die letzten Überreste der Bebauung gingen mit der Erweiterung der Autobahn auf drei Fahrstreifen und dem Bau des Regenrückhaltebeckens verloren.